# 1847
Промислова революція •  Національно-визвольні рухи • Робітничий рух •  Російська імперія

## Геополітична ситуація
У Росії править імператор Микола I (до 1855). Російській імперії належить більша частина України, значна частина Польщі, Грузія, Закавказзя, Фінляндія, Аляска, Волощина та Молдова. Україну розділено між двома державами — Королівство Галичини та Володимирії належить Австрії, Правобережжя, Лівобережжя та Крим — Російській імперії.
В Османській імперії править султан Абдул-Меджид I (до 1861). Під владою османів перебувають Близький Схід та Єгипет, Середземноморське узбережжя Північної Африки, Болгарія. Васалами османів є Сербія та Боснія.
Австрійську імперію очолює Фердинанд I (до 1848). Вона охоплює, крім власне австрійських земель, Угорщину з Хорватією, Трансильванію, Богемію, Північну Італію. Король Пруссії — Фрідріх-Вільгельм IV (до 1861). Королівство Баварія очолює Людвіг I (до 1848). Австрія, Пруссія, Баварія та інші німецькомовні держави об'єднані в Німецький союз.
У Франції королює Луї-Філіпп I (до 1848). Франція має колонії в Алжирі, Карибському басейні, Південній Америці та Індії. На троні Іспанії сидить Ізабелла II (до 1868). Королівству Іспанія належать частина островів Карибського басейну, Філіппіни. Королева Португалії — Марія II (до 1853). Португалія має володіння в Африці, Індії, Індійському океані й Індонезії.
У Великій Британії триває Вікторіанська епоха — править королева Вікторія (до 1901). Британія має колонії в Північній Америці, на Карибах та в Індії. Королівство Нідерланди очолює Віллем II (до 1849). Король Данії та Норвегії — Фредерік VII (до 1863), на шведському троні сидить Оскар I (до 1859). Італія розділена між Австрією та Королівством Обох Сицилій. Існує Папська держава з центром у Римі.
Бразильську імперію очолює Педру II (до 1889). Посаду президента США обіймає Джеймс Нокс Полк. Територія на півночі північноамериканського континенту, Провінції Канади, належить Великій Британії, територія на півдні та заході континенту належить Мексиці.
В Ірані при владі Каджари. Британська Ост-Індійська компанія захопила контроль майже над усім Індостаном. У Пенджабі існує Сикхська держава. У Бірмі править династія Конбаун, у В'єтнамі — династія Нгуєн. У Китаї володарює Династія Цін. У Японії триває період Едо.

## Події

### В Україні
- Царська влада розгромила Кирило-Мефодіївське товариство.

### У світі
- 22 лютого американська армія під командою Закарі Тейлора завдала поразки мексиканській у битві при Буона-Вісті.
- 1 березня Фостена-Елі Сулука обрано президентом Гаїті.
- 9 березня війська США увірвалися на територію Мексики біля Вера-Круза. 29 березня облога міста завершилася його падінням.
- 31 травня Османська імперія та Персія підписали другу Ерзурумську угоду, яка поділила Курдистан між двома державами.
- 26 липня Ліберія проголосила незалежність.
- 14 вересня американські війська захопили Мехіко.
- У листопаді ліберали виграли громадянську війну в Швейцарії.
- Очільник алжирського опору Абд аль-Кадір здався французам.
- Упродовж року продовжувався Великий голод в Ірландії.

### В суспільному житті
- Засновано Університет Айови.
- У Парижі відкрився перший магазин Cartier.
- Американський штат Мічиган формально скасував смертну кару.
- У Лондоні створено Союз комуністів.
- Вернер фон Сіменс та Йоганн Гальське заснували компанію з метою впровадження телеграфу, яка потім виросла в корпорацію Siemens.
- У Данії почали варити пиво Carlsberg.

### У науці
- Відкрито одразу три астероїди та одну комети (уперше комету відкрила жінка (Марія Мітчелл)).
- Асканіо Собреро отримав нітрогліцерин.
- Герман фон Гельмгольц узагальнив закон збереження енергії
- Німецький геометр Август Фердинанд Мебіус узагальнив теорему Паскаля.
- Джордж Буль сформулював символьну логіку.

### У мистецтві
- Шарлотта Бронте опублікувала «Джейн Ейр».
- Емілі Бронте опублікувала «Буремний перевал».
- Енн Бронте опублікувала «Аґнес Ґрей».
- Ференц Ліст скомпонував «Угорську рапсодію № 2».

## Народились
Див. також Категорія:Народились 1847
- 7 лютого — Олександр Русов, український етнограф, фольклорист, сатирик, громадський діяч.
- 7 лютого — Володимир Заленський, біолог-ембріолог.
- 11 лютого — Томас Алва Едісон, американський електротехнік, винахідник
- 13 лютого — Віктор Жільберт, французький художник
- 3 березня — Александер Грем Белл, американський винахідник шотландського походження
- 10 квітня — Джозеф Пулітцер, американський журналіст, видавець
- 20 серпня — Болеслав Прус, польський письменник
- 2 жовтня — Пауль фон Гінденбург, німецький фельдмаршал

## Померли
Див. також Категорія:Померли 1847